# Majur (okręg pomorawski)
Majur (cyr. Мајур) – wieś w Serbii, w okręgu pomorawskim, w mieście Jagodina. W 2011 roku liczyła 2863 mieszkańców.